# Toudu
Toudu (kinesiska: 头渡) är en köping i sydvästra Kina. Den ligger i stadsdistriktet Nanchuan, i storstadsområdet Chongqing, omkring 91 kilometer sydost om det centrala stadsdistriktet Yuzhong. Antalet invånare är 7 255. Befolkningen består av 3 545 kvinnor och 3 710 män. Barn under 15 år utgör 23,0 %, vuxna 15-64 år 64 %, och äldre över 65 år 11,0 %.